# Ascodipteron egeri
Ascodipteron egeri är en tvåvingeart som beskrevs av Hastriter 2007. Ascodipteron egeri ingår i släktet Ascodipteron och familjen lusflugor. Inga underarter finns listade i Catalogue of Life.